# Підльодовиковий вулкан Есьюф'єлль
64°15′16″ пн. ш. 16°32′17″ зх. д. / 64.254444444444° пн. ш. 16.538055555556° зх. д.
Підльодовиковий вулкан Есьюф'єлль (ісландська вимова: [ˈɛːsjʏˌfjœtl̥] ⓘ) розташований у південно-східній частині льодовикового покриву Ватнайокюдль. Есьюф'єлль є суворим природним заповідником (категорія Ia за МСОП).
Есьюф'єлль (Esjufjöll) є вулканічною системою і є частиною ісландського вулканічного поясу Öræfi. Також частиною цієї зони є Öræfajökull і Snæfell (на північний схід від Vatnajökull).